# Amalia Jamilis
Amalia Jamilis (La Plata, Buenos Aires, 30 de agosto de 1936 - 30 de octubre de 1999) fue una escritora argentina destacada por su estilo poético y experimental representativo de la narrativa de la década de 1970. Aunque nació en La Plata, vivió y desarrolló gran parte de su obra en la ciudad Bahía Blanca. 

## Biografía
Amalia Jamilis dejó una huella significativa en la literatura argentina del siglo XX, siendo reconocida por su estilo único y su contribución al desarrollo de la narrativa contemporánea. Su obra literaria se caracteriza por un estilo poético y una prosa innovadora que refleja las inquietudes sociales y culturales de su época. 
Además de su pasión por la literatura, Jamilis se desarrolló como artista en la pintura. Se formó en las artes plásticas en la "Escuela de Bellas Artes Manuel Belgrano” y en la "Escuela Nacional de Bellas Artes Prilidiano Pueyrredón". 

## Obras destacadas
Entre sus publicaciones más reconocidas se encuentran:
- Detrás de las columnas (Losada, 1967)
- Los días de suerte (Emecé, 1969)
- Los trabajos nocturnos (Centro Editor de América Latina, 1971 -  Libros de la ballena, 2024)
- Madán (Celtia, 1984)
- Ciudad sobre el Támesis (Legasa, 1989)
- Parque de animales (Catálogos,1998)
- Aventura en la bahía de las luces (Postuma: Ediciones LUX, 2021)

## Premios y reconocimientos
A lo largo de su carrera, Amalia Jamilis recibió múltiples distinciones:
- Premio Nacional de las Artes de 1966 (Detrás de las columnas).
- Premio EMECE 1968 (Los días de suerte).
- Premio Pen Club Internacional 1968 (Detrás de las columnas).
- Premio Fundación Salomón Wapnir 1974 (Aventuras en la Bahía de las luces).
- Premio de la Subsecretaría de Cultura de la Nación 1986 (Madán).
- Premio del Fondo Nacional de las Artes 1989 (Ciudad sobre el Támesis).
- Tercer Premio Nacional de Narrativa 1992 (Ciudad sobre el Támesis).
- Premio Trayectoria 1996 del Honorable Concejo Deliberante de La Plata.
- Beca del Fondo Nacional de las Artes 1989/1990 (para realizar estudios en España).

## Presencia en antologías
La obra de Jamilis ha sido incluida en diversas antologías, tanto nacionales como internacionales, destacando su relevancia en la literatura argentina y su proyección en el extranjero:
- Antología consultada del cuento argentino (Cía. Gral. Fabril Editora, 1968)
- Los nuevos (Centro Editor de América Latina, 1971)
- Erkundungen 20 argentinische erzäler (Verlag Volk und Welt, Berlín, 1975)
- El cuento argentino (Centro editor de América Latina, 1981)
- The web (Three Continents Press (Washington, 1981)
- Frauen in Lateinamerika (Erzalungen und Berichte, Munich 1985 y 1991)
- Primera antología de cuentistas argentinos contemporáneos (Colección Biblioteca Nacional, 1990)
- The image of the prostitute in modern litterature (Pierre Horst and Mary Pringle-Frederick Ungar Publisching Co., New York, 1992)
- La otra realidad (Instituto movilizador de Fondos Cooperativos, 1995)
- Cuento argentino contemporáneo (Dif. Cultural, Univ. Autónoma de México, 1997)
- Mujeres escriben (Santillana, 1998)
- Damas de letras (Perfil Libros, 1998)
- Cuentos de escritoras argentinas (Afaguara 2001)
- El terror argentino (Alfaguara, 2002)